# Ace (album)
Ace je osmnácté studiové album německé hudební skupiny Scooter. Bylo vydáno 5. února 2016. Obsahuje 14 skladeb.
Na přední obálce alba je vyobrazena ženská ruka, jak drží tři karty - esa (anglicky Ace) - na nichž jsou fotky členů kapely. Na zadní obálce alba je seznam skladeb graficky propracovaný, protože každý název je napsán odlišným typem a velikostí písma a celkově jsou názvy mezi sebou nepravidelně promíchané.
Album je průřezem klasické tvorby Scooter (Ace, Riot, The Birdwatcher, Torch) a moderních tanečních stylů (Encore, What You're Waiting for, Stargazer). Na albu spolupracovali mimo jiné australská zpěvačka Vassy a Michael Maidwell, zpěvák reggae skupiny Orange Grove. Hostující mužští vokalisté nejsou pro kapelu obvyklí. Ve více skladbách je použit zvuk kytary (elektrické, basové i akustické), což také není u skupiny běžné.
Kromě základní edice alba vyšla ještě limitovaná verze, která navíc obsahuje balíček karet (tematicky k obálce alba) a náramek. Celé album je navíc v digipaku, oproti plastovému obalu v základní edici. Několik kusů alba vyšlo také na LP.
Albu předcházely singly Riot a Oi. Poté následoval singl Mary Got No Lamb.

## Seznam skladeb
| Pořadí | Název                                    | Délka |
| ------ | ---------------------------------------- | ----- |
| 1.     | Ace                                      | 2:05  |
| 2.     | Oi                                       | 3:10  |
| 3.     | Mary Got No Lamb                         | 3:26  |
| 4.     | Riot                                     | 3:26  |
| 5.     | Encore                                   | 3:54  |
| 6.     | Burn (Scooter & Vassy)                   | 2:40  |
| 7.     | Don't Break the Silence                  | 3:19  |
| 8.     | The Birdwatcher                          | 3:06  |
| 9.     | What You're Waiting for (feat. Maidwell) | 3:34  |
| 10.    | Crazy                                    | 3:04  |
| 11.    | Opium                                    | 3:57  |
| 12.    | Stargazer (feat. Maidwell)               | 3:34  |
| 13.    | Wolga                                    | 6:05  |
| 14.    | Torch                                    | 3:08  |